# Hízóka

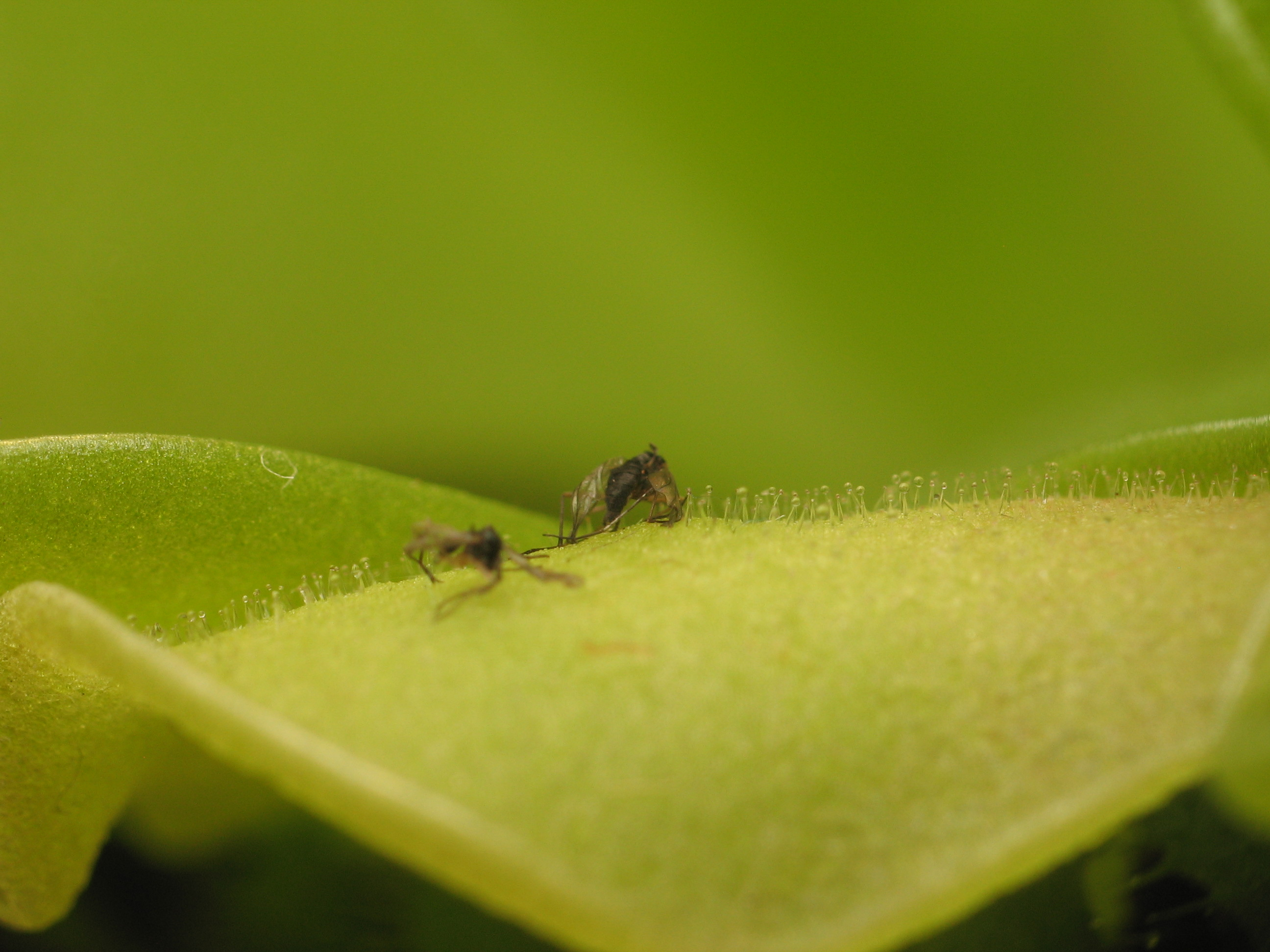

A hízóka (Pinguicula) az ajakosvirágúak (Lamiales) rendjébe és a rencefélék (Lentibulariaceae) családba tartozó nemzetség. Magyarországon, de az Alpokban és a Pireneusokban is honos növény, a legtöbb fajt azonban Közép-Amerikában, Mexikóban találjuk.

## Életmódja
Húsevő, rovaremésztő, rovarfogó növény, az élőhelyén csak kis mennyiségben rendelkezésre álló nitrogén pótlására rovarokat fogyaszt. A levelein megbúvó mirigyek kevés emésztőenzimet tartalmazó, ragacsos anyagot választanak ki, amelynek csillogása vonzza a rovarokat. A levélre leszállva azonban beleragadnak a váladékba, és megkezdődik a zsákmány lebontása. Az emésztőnedvek kioldják a zsákmányból tápanyagokat, melyeket a növény a leveleken keresztül szív fel. Elsősorban apró repülő rovarok esnek csapdába, de előfordul, hogy hangyákat, levéltetveket, egyéb apró rovarokat is elejt.
Egyes fajoknál (Pinguicula vulgaris) megfigyelték, hogy a levél széle begöngyölődik a zsákmány hatására, így a levél nagyobb felületen tud érintkezni a zsákmánnyal.

## Fajok
Magyarországon az alábbi két védett faj őshonos:
- Lápi hízóka (Pinguicula vulgaris)
- Havasi hízóka (Pinguicula alpina)

## Tartása
Néhány boltban kapható, lakásban is tartható növények. Locsolásukhoz használható esővíz, desztillált víz vagy ioncserélt víz. Kedvelik a savanyú, laza ültetőközeget, ezért nevelésük során perlittel kevert tőzeget használnak.